# Намбу (Аомори)
Намбу (яп. 南部町 Намбу-тё:) — посёлок в Японии, находящийся в уезде Саннохе префектуры Аомори. Площадь посёлка составляет 153,15 км², население — 19 639 человек (1 августа 2014), плотность населения — 128,23 чел./км².

## Географическое положение
Посёлок расположен на острове Хонсю в префектуре Аомори региона Тохоку. С ним граничат города Хатинохе, Нинохе, посёлки Саннохе, Гонохе, Курумай и село Синго.

## Население
Население посёлка составляет 19 639 человек (1 августа 2014), а плотность — 128,23 чел./км². Изменение численности населения с 1980 по 2005 годы:
| 1980 | 24 495 чел. |  |
| 1985 | 24 053 чел. |  |
| 1990 | 23 383 чел. |  |
| 1995 | 23 041 чел. |  |
| 2000 | 22 596 чел. |  |
| 2005 | 21 552 чел. |  |

## Символика
Деревом посёлка считается сосна густоцветная, цветком — пион древовидный, птицей — Cettia diphone.